# Gianni Vattimo

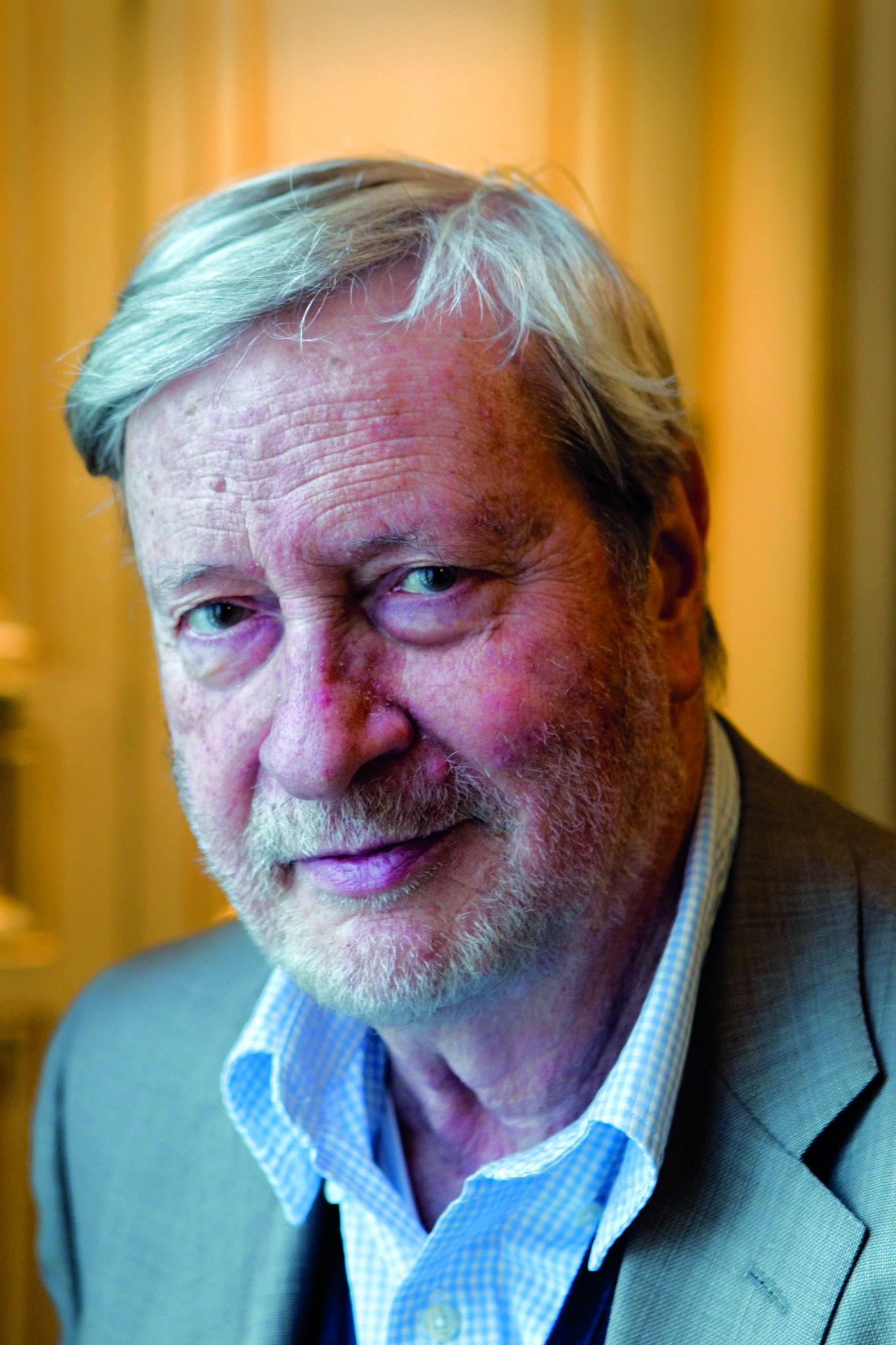
Gianni Vattimo, 2011

Gianni Vattimo (* 4. Januar 1936 in Turin; † 19. September 2023 in Rivoli) war ein italienischer Philosoph, Autor und Politiker. International bekannt wurde er in den 1980er Jahren als Mitbegründer des schwachen Denkens.

## Biografie
Vattimo studierte von 1954 bis 1959 in Turin Literaturwissenschaft und Philosophie bei Luigi Pareyson, dessen Lehrstuhl er später übernahm. Er promovierte 1961 über Aristoteles (Il concetto di fare in Aristotele), 1963 folgte die Habilitation mit dem Thema Essere, storia e linguaggio in Heidegger. Nach einem Forschungsstipendium in Heidelberg, wo er bei Karl Löwith und Hans-Georg Gadamer studierte, wurde er 1964 Professor für Ästhetik an der Universität Turin. 1982 übernahm er den Lehrstuhl für Theoretische Philosophie. In den 1970er und 80er Jahren war er auch Gastprofessor an verschiedenen Universitäten in den USA.
Gianni Vattimo setzte sich für die Rechte gleichgeschlechtlicher Partnerschaften ein. Er war homosexuell und bezeichnete sich selbst als Katholiken, glaubte einem Interview zufolge jedoch nicht an Gott.
1992 erhielt Vattimo gemeinsam mit Wolfgang Welsch den Max-Planck-Forschungspreis. Im Jahr 2000 war er Fellow des Kollegs Friedrich Nietzsche. 2002 wurde er mit dem Hannah-Arendt-Preis für politisches Denken ausgezeichnet.
Im Herbst 2010 war er Gastprofessor an der ETH Zürich und hielt mehrere Vorträge zum Thema Ideologie italiane 1950–2000. Er verstarb am 19. September 2023 im Alter von 87 Jahren in Rivoli.

## EU-Parlamentarier

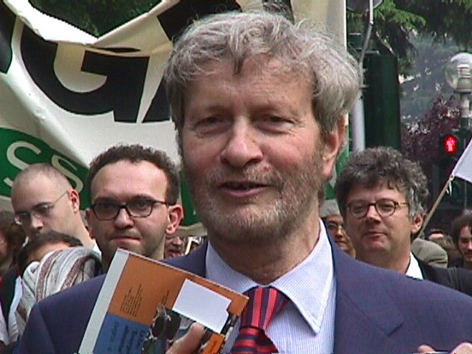
Gianni Vattimo, 1999

Von 1999 bis 2004 war er für die Democratici di Sinistra (Linksdemokraten) Abgeordneter im Europaparlament. Dort saß er in der sozialdemokratischen Fraktion, war bis 2002 Mitglied im Ausschuss für die Freiheiten und Rechte der Bürger, Justiz und innere Angelegenheiten, dann im Ausschuss für Kultur, Jugend, Bildung, Medien und Sport.
Bei der Europawahl 2009 kandidierte Vattimo im Wahlkreis Nordwest-Italien als Parteiloser auf Antonio Di Pietros Liste Italia dei Valori und erreichte mit 14.951 Vorzugsstimmen den vierten Platz. Da zwei der drei vor ihm liegenden Kandidaten auch in anderen Wahlkreisen gewählt wurden und diese Mandate annahmen, zog Vattimo erneut ins Europaparlament ein. In der Legislaturperiode 2014 saß Vattimo in der liberalen ALDE-Fraktion. Er war stellvertretender Vorsitzender der Delegation in der Parlamentarischen Versammlung Europa-Lateinamerika (EUROLAT). Zudem war er Mitglied im Ausschuss für Kultur und Bildung und Delegierter für die Beziehungen zu den Ländern Mittelamerikas.
Vattimo sympathisierte 2014 mit der palästinensischen Hamas und wollte Geld sammeln, damit sie mehr Raketen kaufen könnte. Dies stieß auf großen Protest, gerade gegen den Träger des Hannah-Arendt-Preises.

## Denken
In seinen zahlreichen Werken (ein Werkverzeichnis aus dem Jahr 2000 nennt über 100 Bücher, die er allein oder mit anderen verfasst hat) beschäftigte er sich mit hermeneutischer Ontologie und Nihilismus und sprach in diesem Zusammenhang vom pensiero debole (Das schwache Denken). Ein besonderer Schwerpunkt seiner Arbeit war die Beschäftigung mit der Philosophie Friedrich Nietzsches und Martin Heideggers. Sein Denken baute schlicht auf einer anti-metaphysischen – einer „schwachen“ – Lesart dieser beiden für die Philosophie der Moderne und besonders auch der Postmoderne einflussreichen Philosophen auf. Vattimo entwickelte im Anschluss an Heidegger einen nicht-mehr-metaphysischen, d. h. einen „schwachen“ Begriff des Seins.
Er übersetzte auch mehrere Werke Heideggers ins Italienische, vor allem aber Hans-Georg Gadamers Wahrheit und Methode.
Vattimo setzte sich unter anderem auch mit dem Poststrukturalismus und Jacques Derridas Dekonstruktion auseinander. Vattimo kann als Vertreter der philosophischen Postmoderne angesehen werden, wie insbesondere sein 1985 erschienenes Werk La fine della modernità („Das Ende der Moderne“) und dessen Schlusskapitel „Nichilismo e postmoderno in filosofia“ („Nihilismus und Postmoderne in der Philosophie") sowie weitere Schriften zur Moderne und zur Nachmoderne zeigen. Für Wolfgang Welsch ist dabei entscheidend, dass Vattimos postmodernes Denken nicht einfach auf eine Überwindung der Moderne, sondern auf eine verwandelte Aneignung der Moderne gerichtet ist, und greift hierfür den von Heidegger entlehnten Begriff der Verwindung auf, den so auch Vattimo in seiner Selbstbeschreibung seines postmodernen Standpunkts verwendet.
Zuletzt hat sich Vattimo vermehrt dem Denken Karl Marx’ zugewandt: „Während sich Pier Aldo Rovatti vom Marxismus entfernt hat, habe ich mich ihm immer stärker angenähert.“

## Werke (Auswahl)
- Gianni Vattimo, Michael Marder (Hrsg.): Deconstructing zionism: a critique of political metaphysics (= Political theory and contemporary philosophy series). Bloomsbury, New York London New Delhi Sydney 2014, ISBN 978-1-4411-0594-3.

Deutsche Übersetzungen:
- Jenseits vom Subjekt. Nietzsche, Heidegger und die Hermeneutik. Hrsg. von Peter Engelmann. Übersetzt von Sonja Puntscher Riekmann. Böhlau, Graz 1986, ISBN 3-205-01312-3.
- Die transparente Gesellschaft. Hrsg. von Peter Engelmann. Übersetzt von Carolin Klein und Alma Vallazza. Passagen, Wien 1992, ISBN 3-900767-94-7.
- Glauben – Philosophieren (= Reclams Universal-Bibliothek. Band 9664). Übersetzt von Christiane Schultz. Reclam, Stuttgart 1997, ISBN 3-15-009664-2.
- Kurze Geschichte der Philosophie im 20. Jahrhundert. Eine Einführung. Übersetzt von Udo Richter. Herder, Freiburg im Breisgau/Basel/Wien 2002, ISBN 3-451-05176-1.
- Abschied. Theologie, Metaphysik und die Philosophie heute. Hrsg. und eingeleitet von Giovanni Leghissa. Aus dem Italienischen von René Scheu. Turia und Kant, Wien 2003, ISBN 3-85132-307-6.
- Christentum im Zeitalter der Interpretation. In: Gianni Vattimo, Richard Schröder, Ulrich Engel: Christentum im Zeitalter der Interpretation. Hrsg. von Thomas Eggensperger im Auftrag des Instituts M.-Dominique Chenu-Espaces Berlin. Deutsche Erstausgabe. Passagen, Wien 2004, ISBN 3-85165-671-7, S. 17–32.
- mit Richard Rorty: Die Zukunft der Religion. Hrsg. von Santiago Zabala. Suhrkamp, Frankfurt am Main 2006, ISBN 3-518-58458-8.
- Wie werde ich Kommunist, Rotbuch Verlag, Berlin 2008, ISBN 978-3-86789-046-5
- Freiheit und Ontologie der Anwesenheit. Übersetzt von Diego D’Angelo. In: Bert-Christoph Streckhardt (Hrsg.): Die Neugier des Glücklichen. Verlag der Bauhaus-Universität, Weimar 2012, ISBN 978-3-86068-474-0.

Werkausgabe:
- Opere complete. Meltemi Editore, Roma 2007 ff.